# SEZ6
SEZ6‏ (Seizure related 6 homolog) هوَ بروتين يُشَفر بواسطة جين SEZ6 في الإنسان.